# 75 Virginis
75 Virginis är en orange jätte i Jungfruns stjärnbild.
Stjärnan har visuell magnitud +5,53 och synlig för blotta ögat vid god seeing. Den befinner sig på ett avstånd av ungefär 515 ljusår.